# Mehdi Lacen
Mehdi Lacen (àrab: مهدي لحسن, Mahdī Laḥsan) (nascut el 5 de febrer de 1984 a París) és un exfutbolista algerià que jugava com a migcampista.